# Roger Ducret
Roger François Ducret (París, França, 2 d'abril de 1888 - íd. 8 de gener de 1962) fou un tirador d'esgrima francès, guardonat amb vuit medalles olímpiques.
Especialista en les tres modalitats d'esgrima: floret, espasa i sabre, va participar als 32 anys en els Jocs Olímpics d'Estiu de 1920 realitzats a Anvers (Bèlgica), on va aconseguir guanyar la medalla de plata en la prova masculina per equips i la medalla de bronze en la prova individual de floret. Així mateix participà en la prova individual d'espasa, si bé no tingué èxit. En els Jocs Olímpics d'Estiu de 1924 realitzats a París (França) es convertí en el gran vencedor de la prova d'esgrima en guanyar cinc medalles en les cinc proves disputades per ell: la medalla d'or en les proves de floret individual i per equips, així com en la prova d'equips despasa; i la medalla de plata en la prova individual d'espasa i en la prova individual de sabre. En els Jocs Olímpics d'Estiu de 1928 realitzats a Amsterdam (Països Baixos), la seva última participació olímpica, aconseguí guanyar una nova medalla de plata en la prova per equips en la modalitat de floret, finalitzant cinquè en la prova per equips de sabre, vuitè enl a prova de sabre individual i novè en la prova individual de floret.
Al llarg de la seva carrera aconseguí guanyar una medalla de bronze en el Campionat del Món d'esgrima de 1923.
Durant la Primera Guerra Mundial va ser presoner de guerra. Després de retirar-se de les competicions va treballar com a periodista per a Le Figaro, L'Echo des Sports i altres diaris.